# Райна, Миклош
Миклош Райна (венг. Miklós Rajna; 22 июня 1991) — венгерский хоккеист, вратарь. В настоящее время является игроком клуба «Фехервар АВ19», выступающего в Австрийской хоккейной лиге. Игрок сборной Венгрии.

## Карьера

### Клубная
Первые игры в клубах для Миклоша Райны состоялись в 2007 году, за юношескую команду Дунауйвароши Ацельбикак. В том же году состоялся его дебют за основной клуб, где он провёл один матч, не пропустив ни одного гола. В 2008 году провёл один матч за юноношеский состав словацкого клуба «Нове Замки», после чего вновь вернулся в Венгрию, где стал играть за Будапешт Старз из MOL-лиги.
В 2011 году вновь начал играть за Дунауйвароши Ацельбикак, но отыграл всего один сезон. С 2012 года играет за клуб Австрийской хоккейной лиги ШАПА Фехервар.

### В сборной
В 2007 году провёл 2 матча за юношескую сборную Венгрии. В 2008 году вместе с юношеской сборной выиграл турнир второго дивизиона юношеского чемпионата мира. В 2009 году Миклош Райна дебютировал за молодёжную сборную на турнире второго дивизиона МЧМ.
За главную сборную страны дебют Райны состоялся в 2010 году, на турнире дивизиона Д-1 чемпионата мира. Он вышел в третьем периоде матча против сборной Хорватии, отразив все 10 нанесённых по его воротам бросков.
Миклош Райна был основным вратарём сборной Венгрии на чемпионате мира 2016 года и на турнире первого дивизиона ЧМ-2015, по итогам которого сборная Венгрии пробилась в элитный дивизион. На чемпионате мира отразил 86% нанесённых по его воротам бросков.